# Fredericia HK
Fredericia HK er en dansk håndboldklub fra Fredericia. Klubbens herrehold spiller i 2024/25 i Herrehåndboldligaen, mens kvinderne befinder sig i 2. division. Deres hjemmebane er Middelfart Sparekasse Arena. Herreholdet trænes aktuelt af islandske Guðmundur Guðmundsson og assisteres af Jesper Houmark og Michael Wollesen.

## Historie
Fredericia HK blev stiftet i 1990 på licensen fra de tidligere femdobbelte danmarksmestre Fredericia KFUM. Fredericia HK, startede Fredericia HK Elite, der administrerede herreligaholdet. I 2010/2011-sæsonen endte eliteholdet på 9. pladsen i Jack & Jones Ligaen, hvilket resulterede i nedrykningsspil. Efter dette rykkede holdet i 1. division. I den efterfølgende sæson endte de under nedrykningsstregen i 1. division, for derefter at blive tvangsnedrykningen til Jyllandsserien pga. en konkurs i foråret 2012. I sæsonen 2012/13 vandt de Jyllandsseriens pulje 6 og rykkede herefter i 3. division. Efter to sæsoner i 3. division lykkedes det klubben i foråret 2015 at rykke op i 2. division. Her fik de hjælp af de tidligere ligaspillere Paw Peters og Kasper Findahl. I sæsonen 2018/2019 rykkede klubben op i håndboldligaen igen efter en meget flot sæson.
I sæsonen 2012/13 rykkede dameholdet direkte ned i 2. division, men som et resultat af Aalborg DH's afgang fra ligaen og Ringkøbing Håndbolds efterfølgende oprykning fra 1. division blev Fredericia tilbudt pladsen efter to øvrige klubber havde takket nej.. I sæsonen 2013/14 rykkede FHK, som klubben kaldes blandt lokalbefolkningen, ned i 2. division, men et trænerskifte og "ny start" fik klubben op i 1. division, hvor de hentede flere etablerede ligaspillere fra blandt andet Silkeborg-Voel KFUM.
I 2017 fjernede FHK 'af 1990' fra klubbens navn.

### Herrernes optursperiode efter konkursen
Efter et år til at konsolidere sig i 3. division rykkede Fredericia i sæsonen 2014/15 op. Det skete efter klubben havde skiftet godt ud i spillertruppen. Ind som træner kom Ole Bruun Andersen, der havde tiltrukket flere spændende, unge profiler til holdet, men samtidig taget lidt rutine med fra naboklubben Team Vestfyn, der på daværende tidspunkt spillede på højere niveau en FHK. Det kom tydeligt til udtryk, da klubben rykkede op i sikker stil med 6 point ned til 2. pladsen.
Op til sæsonen 2015-16 i 2. division oprustede FHK markant. Ejeren af thansen.dk koncernen, Bent Jensen, var i mellemtiden kommet til som bestyrelsesformand. Det kom hurtigt til udtryk, da den ambitiøse erhvervsdrivende var en af foregangsmændene til at hente profiler til FHK. Den største signing op til sæsonen blev klubmanden Peter Nielsen, der tidligere har været en af de mest scorende spillere i håndboldligaen. Sammen med de blandt andet tidligere Tønder og KIF Kolding spillere, Anders Munch og Anders Eriksen, skulle Nielsen forsøge at skyde Fredericia-klubben yderligere op i divisionerne. Forud for sæsonen var de også udråbt som storfavorit til oprykning sammen med HC Odense, selvom der var flere nedrykkere fra 1. division i form af Rækker Mølle, AGF og SUS Nyborg. FHK endte trods hårde modstandere med at cruise igennem rækken. Allerede med 3 kampe igen tilbage af turneringen lykkedes det klubben at rykke op i 1. division hjemme i thansen.dk Arena den 13. marts at rykke op for øjnene af omkring 1.200 tilskuere, som så de lokale helte vinde med 32-22. Dermed rykkede klubben op i 1. division på første forsøg.
Første sæson i 1. division, endte holdet på 6. pladsen og sæsonen efter blev det til yderligere en 6. plads. Tredje sæson, var cheftræner Jesper Houmark manden bag oprykningen til håndboldligaen efter en fremrangende sæson. Holdet vandt sikkert og kunne i næstsidste runde fejrer oprykningen efter en udesejr og Ajax København.
Håndboldligaen blev taget med storm efter en fremragende sejr over GOGs vicemestre i en propfyldt t-hansen Arena. Sæsonen blev afbrudt pga. Covid-19 og Fredericia HK sluttede sæsonen på 11. pladsen. I 2023-24 sæsonen fik de en overraskende 3. plads.
I 2024 blev klubbens ejerskab omkonstrueret, så klubben nu ejes af FHK 2024 A/S.

## Resultater
Fredericia KFUM
- Danmarksmesterskabet
  - Mestre (5): 1975, 1976, 1977, 1978, 1979

## Herretruppen 2022-23

### Stab
| Pos.             | Name                  |
| ---------------- | --------------------- |
| Cheftræner       | Guðmundur Guðmundsson |
| Assistenttrænere | Jesper Houmark        |
| Assistenttrænere | Michael Wollesen      |
| Målvogtertræner  | Johnny Ebbesen        |
| Holdledere       | Asger Runge           |
| Holdledere       | Klaus Bernhardt       |
| Fysisk træner    | Thomas Padkær         |
| Fysioterapeut    | Flemming Smidt        |
| Fysioterapeut    | Maja Daugård          |